# Церква всіх святих і священомученика Йосафата (Бурштин)
Церква Священномученика Йосафата міста Бурштин — греко-католицький храм у місті Бурштині Івано-Франківської області; осередок духовного життя.

## З історії храму
Будівництво фундаменту Бурштинської Церкви  Священномученика Йосафата було започатковано в червні 1992 року. Подальші кризові явища в економіці держави на декілька років перервали спорудження храму.
Будівельні роботи відновилися вже у 1998—99 роках, — тоді будівельну бригаду у складі 21 працівника очолив майстер Петро Дмитрів. Вагому допомогу в будівництві церкви надала Бурштинська ТЕС, чиє керівництво виділило будівельні матеріали, власну бригаду з 10 будівельників тощо.
Освячення нового храму відбулося 2 грудня 2001 року. На відкриття церкви Священномученика Йосафата міста Бурштин прибули владика Івано-Франківської єпархії УГКЦ єпископ-ординарій Софрон Мудрий та 14 місцевих священників, також був присутнім на відкритті і священник Бурштинської православної церкви УПЦ КП «Преображення Господнього» о. Ігор Тичинський. Святкову літургію супроводжували своїм співом чоловіча хорова капела «Дзвін» (керівник В. Боднар) і церковний хор (керівник В. Шпак). Парохові міста Бурштина о. Богдану Демківу було надано звання митрата.
Настоятелями у новій церкві стали о. митрат Богдан Демків і о. Дмитро Шмігель. У травні 2002 року головою церковного комітету став Цимбалістий Богдан Михайлович.
У 2003 році розпочалось будівництво храмової дзвіниці.

## Опис
Церква Священномученика Йосафата міста Бурштин — п'ятикупольна, має складне планування. Храм розрахований на 1 800 осіб, сягає 48 метрів заввишки, розміри — 25×25 м.
Надзвичайно пишним є архітектурний декор культової споруди — її прикрашають численні пілястри, козирки, аркади тощо.
Існують плани функціонального використання великих підвальних приміщень (під навчальні класи, бібліотеку, архів тощо).

## Джерело-посилання
- Церква  Священномученика Йосафата (авторські права на інформацію належать Зеновію Федунківу) на Вебсторінка міста Бурштин
- Вебсторінка церкви[недоступне посилання з липня 2019]